# GP Slovenian Istria 2025
De elfde editie van de wielerwedstrijd GP Slovenian Istria vond plaats op 23 maart 2025. De 168 deelnemers moesten een parcours van 156,5 kilometer in en rond Izola afleggen. De wedstrijd maakte deel uit van de UCI Europe Tour, met de categorie 1.2. De Belg Michiel Coppens won na een solo van meer dan zestien kilometer, voor zijn Nederlandse ploeggenoot Frits Biesterbos en de Pool Tomasz Budziński.

## Uitslag
| Plaats  | Naam              | Ploeg                   | Tijd     |
| ------- | ----------------- | ----------------------- | -------- |
| Winnaar | Michiel Coppens   | BEAT                    | 3u40'00" |
| 2       | Frits Biesterbos  | BEAT                    | + 43"    |
| 3       | Tomasz Budziński  | Voster ATS              | z.t.     |
| 4       | Andrea Cantoni    | Mg.K Vis                | z.t.     |
| 5       | Marcin Budziński  | ATT Investments         | z.t.     |
| 6       | Paul Wright       | Factor                  | z.t.     |
| 7       | Jochem Kerckhaert | BEAT                    | z.t.     |
| 8       | Henrique Avancini | Factor                  | z.t.     |
| 9       | Lev Gonov         | XDS Astana Dev.         | z.t.     |
| 10      | Erik Fetter       | United Shipping         | z.t.     |
| 11      | Loïc Bettendorf   | Hrinkow Advarics        | + 1'18"  |
| 12      | Nils Brun         | MYVELO                  | + 1'25"  |
| 13      | Ben Granger       | Mg.K Vis                | + 1'38"  |
| 14      | Piotr Pękala      | ATT Investments         | z.t.     |
| 15      | Ivan Smirnov      | XDS Astana Dev.         | + 1'52"  |
| 16      | Žak Eržen         | Bahrain Victorious Dev. | z.t.     |
| 17      | Thomas Capra      | Bahrain Victorious Dev. | z.t.     |
| 18      | Tilen Finkšt      | Adria Mobil             | z.t.     |
| 19      | Patryk Stosz      | Voster ATS              | z.t.     |
| 20      | Veljko Stojnić    | United Shipping         | z.t.     |